# Глібович Олена Юріївна
Глібович Олена Юріївна (нар. с. Великий Бичків Рахівського району на Закарпатті, 20 травня 1923 — 10 вересня 2001, Торонто, Канада) — музикант, диригент, громадська діячка, керівник вокального квартеру «Верховина», одна з багаторічних керівниць українського руху в Торонто.

## Життєпис
Олена Юріївна Арделян народилася 20 травня 1923 року в с. Великий Бичків Рахівського району на Закарпатті. Батько — Юрій Арделян, мати — Василина Арделян.
Після навчання у початковій школі, навчалася в гімназії в Морджанах біля Праги, там же допомагала в організації роботи хорів та навчалася грі на фортепіано.
1942 року вступила до Берлінської консерваторії на факультет хорового дириґування, була помічницею композитора й дириґента Андрія Гнатишина. 1945 року вийшла за дантиста Петра Глібовича, 1946 року народила доньку Іванку-Христину. Після двох років у таборі переміщених осіб, восени 1947 року пара емігрувала до Торонто.
Померла 10 вересня 2001 року, незабаром після смерті чоловіка, похована на цвинтарі «Парк-Лавн» у Торонто.

## Творчість
В Канаді почала працювати в жіночому хорі «Арфа», 14 жовтня 1952 року організувала жіночий вокальний квартет «Верховина» на базі української щоденної радіопрограми «Шарван» у Баффало в штаті Нью-Йорк у США. У квартеті, окрім самої Олени, співали Іраїда Черняк, Марія Маціївська та Тамара Косач. Музичним супроводом займалася піаністка Стефанія Жовнір-Кос. Ансамбль активно виступав на радіо.
1952 року квартер виступив у Торонто і провів тур містами Сент-Катеринс, Лондон, Гамільтон, Віндзор і Ніаґара-Фоллс. Одним з найбільших випробувань для гурту був репертуар. Щоб поповнювати його, Олена шукала українські пісні, займалася аранжуванням. У роботі над музичним доробком гурту Глібович допомагав композитор А. Гнатишин. Співачки також самостійно перекладали іншомовні українською.
У січні 1953 року квартет випустив три платівки. 1955 року склад квартету змінився: Тамара Косач лишилася в складі гурту, новими учасницями стали Надія Лисанюк, Галина Підручна й Мирослава Брездень. Гурт у новому складі проводить тур Південним Онтаріо.
1955 року гурт виступив на Конференції жінок-професіоналістів, Світовій жіночій конференції, Шекспірівському фестивалі і Українському музичному фестивалі в Дофіні (Західна Канада), знялися в фільмах «Рожева карусель» та «Скарби України».
Загалом квартет мав у репертуарі 37, концерти складалися з двох відділень. 21 листопада 1963 року гурт провів концерт у залі аудиторії Інтернаціонального інституту Торонто.
1965 року гурт записав пісню «Я люблю» Богдана Весоловського, що жив у Монреалі, разом з Оленою над записом працювали Тамари Елдер, Віра Івашко, Женя Котиш і Надія Лисанюк. Пісня увійшла до альбому «Верба». 1967 року платівка всупереч забороні потрапила до окупованої СРСР України — твори композитора Богдана Весоловського в УРСР були забороненими.

## Громадська діяльність
1960 року Олену було обрано головою українського літературно-мистецького клубу, пізніше вона стала референткою мистецьких колективів при відділі Конґресу Українців Канади (КУК), заснувала український фестиваль музичних колективів Східної Канади, допомогла організувати семінар українських хорових дириґентів, День спадщини в Онтаріо-Плейс. 1979 року за підтримки Конґресу українців створила проєкт «Онтаріо пам'ятає Володимира Івасюка».
Також працювала музичним критиком та журналісткою, видавала публікації в часописі «Гомін України», «Український щоденник» та «Голосі Канади», зокрема статтю «Лети, тужливо пісне» про творчість Весоловського.
12 грудня 1982 року квартет «Верховина» відзначив 30 років творчости у Едмонтоні, Торонто та Вінніпезі. Наступного разу «Верховина» виступила 22 січня 1983 року у форматі тріо (Надія Коханська, Богдана Ігнатович та Оксана Макогон), після виступів у Гартфорді (Коннектикут), гурт провів виступи у Британії та Австралії. 20 січня 1985 року тріо взяв участь у святкуванні Дня соборності та державності України в Детройті.
1987 року гурт виступав у Лос-Анджелесі та Сан-Франциско, 1989 — на фестивалі «Сопот-89» у Польщі. Концерт вела молодша донька Олени, Марічка Глібович. Це був один із останніх виступів тріо.

## Родина
- Чловік Петро Глібович (пом. 2001) — громадський діяч, член управи спортивного товариства «Україна», лікар, керівник відділу Конґресу Українців Канади в Торонто, президент фонду українських студій при Йоркському університеті, голова будівельного комітету церкви Успіння Богоматері Марії.
- Донька Іванка-Христина — (1946—1976)
- Донька Марічка Глібович